# Don McGlashan
Don McGlashan é um músico neozelandês que foi membro de bandas como The Plague, From Scratch, The Whizz Kids, Blam Blam Blam, The Front Lawn, e The Mutton Birds. Actualmente Don está em carreira solo.
O músico tocou uma série de diferentes instrumentos ao longo da sua carreira musical. Alguns de seus primeiros instrumentos de  trabalho foi a Trompa e a percussão. 
A partir de 1979, McGlashan fez parte de um grupo chamado From Scratch ("A partir do nada", em português) e passou a tocar uma série de instrumentos de percussão, tais como tubos de PVC. 
Tocando Eufônio, McGlashan também fez colaborações para outros músicos neozelandeses como é o caso de Tim Finn do Crowded House no álbum Time on Earth de 2007. A partir de então, McGlashan tem sido um membro regular do Crowded House.

## Álbuns solo
- Warm Hand (2006)
- Marvellous Year (2009)

## Ligação externa
- Sítio oficial de Don McGlashan (em inglês)